# Jaguar
Jaguar (Ягуар) — бренд транснациональной автомобилестроительной компании Jaguar Land Rover. Штаб-квартира находится в пригороде Ковентри графства Уэст-Мидлендс. С 2008 года принадлежит руководству индийской компании Tata Motors.
Компанию Jaguar основали в 1922 году сначала как Swallow Sidecar company, и в ней производили мотоколяски. После Второй мировой войны название изменили на «Jaguar», чтобы избежать неблагоприятного сочетания «SS». В 1966 году объединили с компанией British Motor corporation, которую стали называть British motor holdings (BMH), в 1968 году объединили с Leyland motor corporation и переименовали в British Leyland. В 1975 году компанию национализировали.
«Ягуар» отделили от British Leyland и вывели на Лондонскую фондовую биржу в 1984 году, и до 1990 года его акции были составляющей индекса FTSE 100, пока автопроизводитель не приобрело руководство компании Ford. В последнее время в компании Jaguar производят автомобили для премьер-министра Великобритании, последней предоставили модель XJ в мае 2010 года, а также для королевы Елизаветы II и принца Чарльза. С 1987 года «Ягуары» разрабатывают в инженерном центре Jaguar Land Rover на заводе Утли в городе Ковентри и в Гэйдон-центре в графстве Уорикшире. Производят на сборочном заводе Castle Bromwich в г. Бирмингеме. Ожидается, что часть производства начнут в городе Солихалле.
В сентябре 2013 года анонсировали план об открытии R&D-центра в Уорикском университете в г. Ковентри стоимости 100 миллионов фунтов для создания нового поколения автомобильных технологий. Руководство автопроизводителя заявило, что около 1.000 учёных и инженеров будут работать над этим и что конструирование начнут в 2014 году.

## История

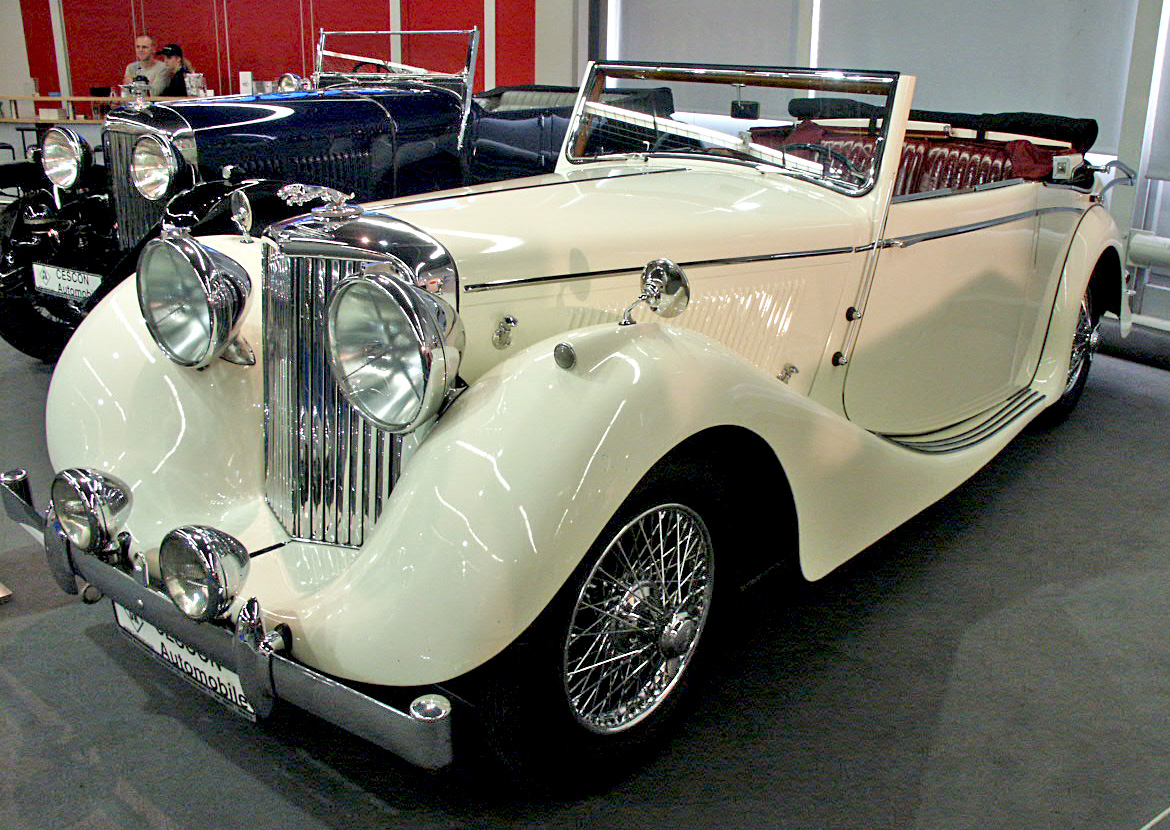
Jaguar SS 1939 года

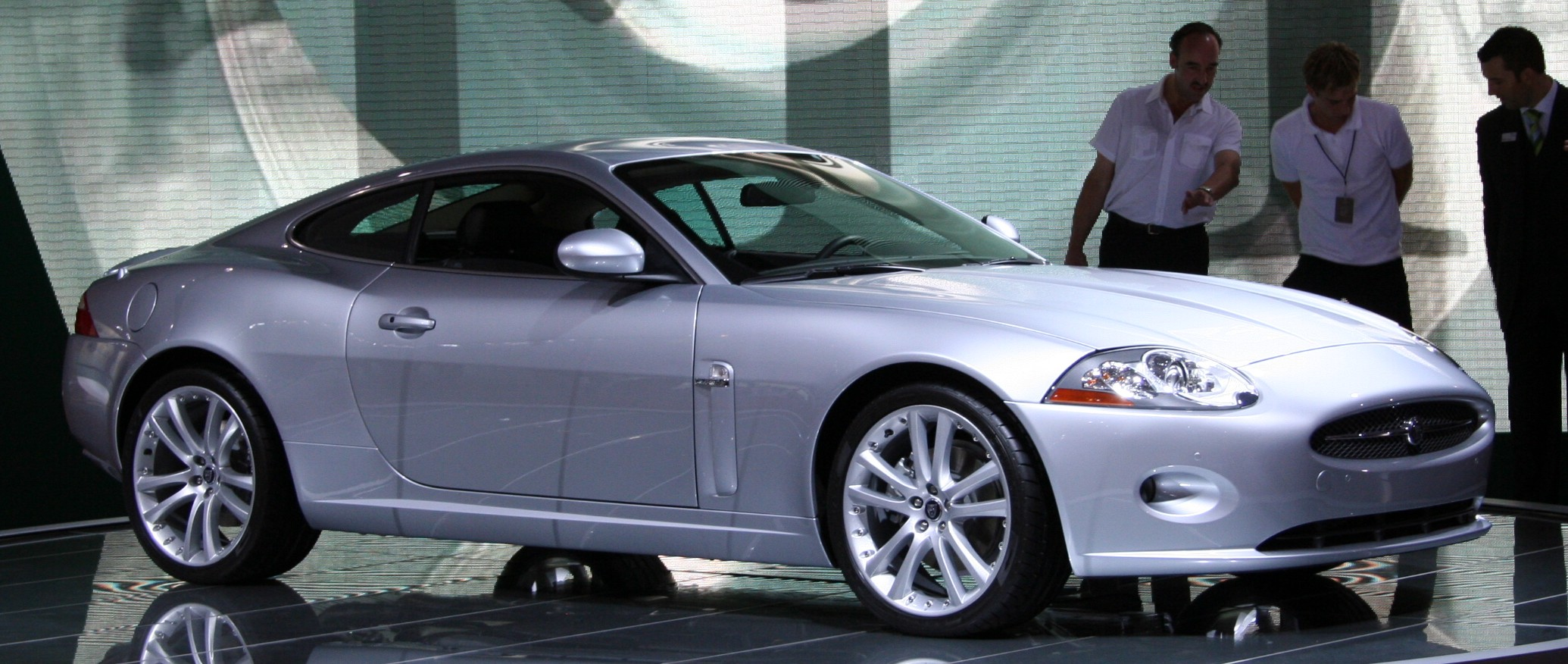
Jaguar XK (2005)

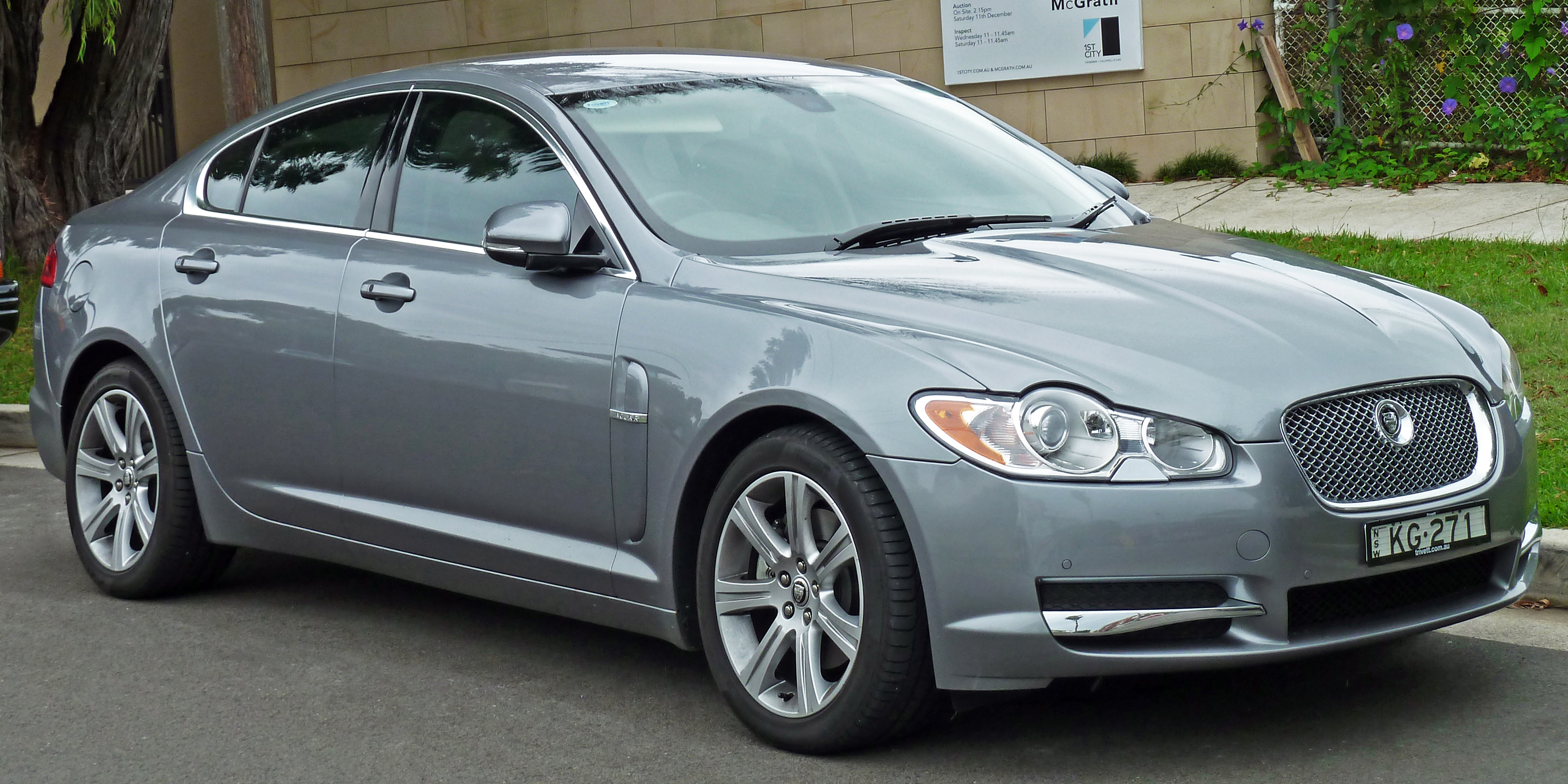
Jaguar XF

Существование компании началось с 1920-х годов. В это время она была компанией Swallow Sidecar, в ней производили коляски для мотоциклов. Это не приносило особого дохода, после чего в фирме сменили специализацию на производство комплектующих средств для машины Austin 7. После выполненного в 1927 году большого заказа доход позволил руководству компании расширить производство и производить комплектующие средства для моделей Fiat 509A, Morris Cowley, Wolseley Hornet, а затем стали сами проектировать и разрабатывать новые модели автомобилей.
В середине XX века в компании сменили название на Jaguar, так как инициалы компании SS ассоциировались после войны с нацистским режимом. В это же время стали выпускать Jaguar Mk VII, в котором увеличили мощность двигателя до 190 лошадиных сил. В 1950 году руководство компании Jaguar начало сотрудничество с руководством фирмы Daimler motor company (не путать с Daimler-Benz), в которой выпускали автомобили, по классу близкие к Ягуарам. С 1960 года Daimler присовокупили к компании Jaguar. Руководство самой компании, в которой начались трудности с продажей, в 1966 году начало сотрудничать с руководством компании Бритиш Мотор и ввело компанию в её состав . Начиная с этого времени модели Jaguar стали пользоваться всё большей популярностью.
К 1960-м годам концерн Jaguar завоевал американский рынок моделями Jaguar XK150 и XK150 Roadster с объёмом двигателя до 3,4 литра. С 1960-х по 1980-е годы выпустили серии спортивных моделей, а также седанов, которые продавали по высокой цене, но производили с повышенным качеством.
В конце 1960-х годов выпустили модель Jaguar с модернизированным 6-цилиндровым двигателем. Через некоторое время, в начале 1970-х, начали выпуск Jaguar XJ12 с 12-цилиндровым двигателем мощности 311 лошадиных сил. С 1968 по 1983 годы выпустили следующие модели: Jaguar XJ8 — седан, XJR 4.0 Supercharged, Jaguar XJ-C — купе, Jaguar XJ-S — на нём впервые установили двигатель AJ6. В 1988 году выпустили новую модель, которая снова получила широкую известность — Jaguar XJ220, однако, позднее её изменили и показали в Токио на автомобильной выставке.
В конце 1980-х годов открыли филиал компании Jaguar Sport, где производили спортивные модели автомобилей. Тогда же Jaguar сделали отделением фирмы Ford. В конце 1990-х годов в Швейцарии на выставке была показана модель спортивного автомобиля в кузове «купе», а также кабриолет.

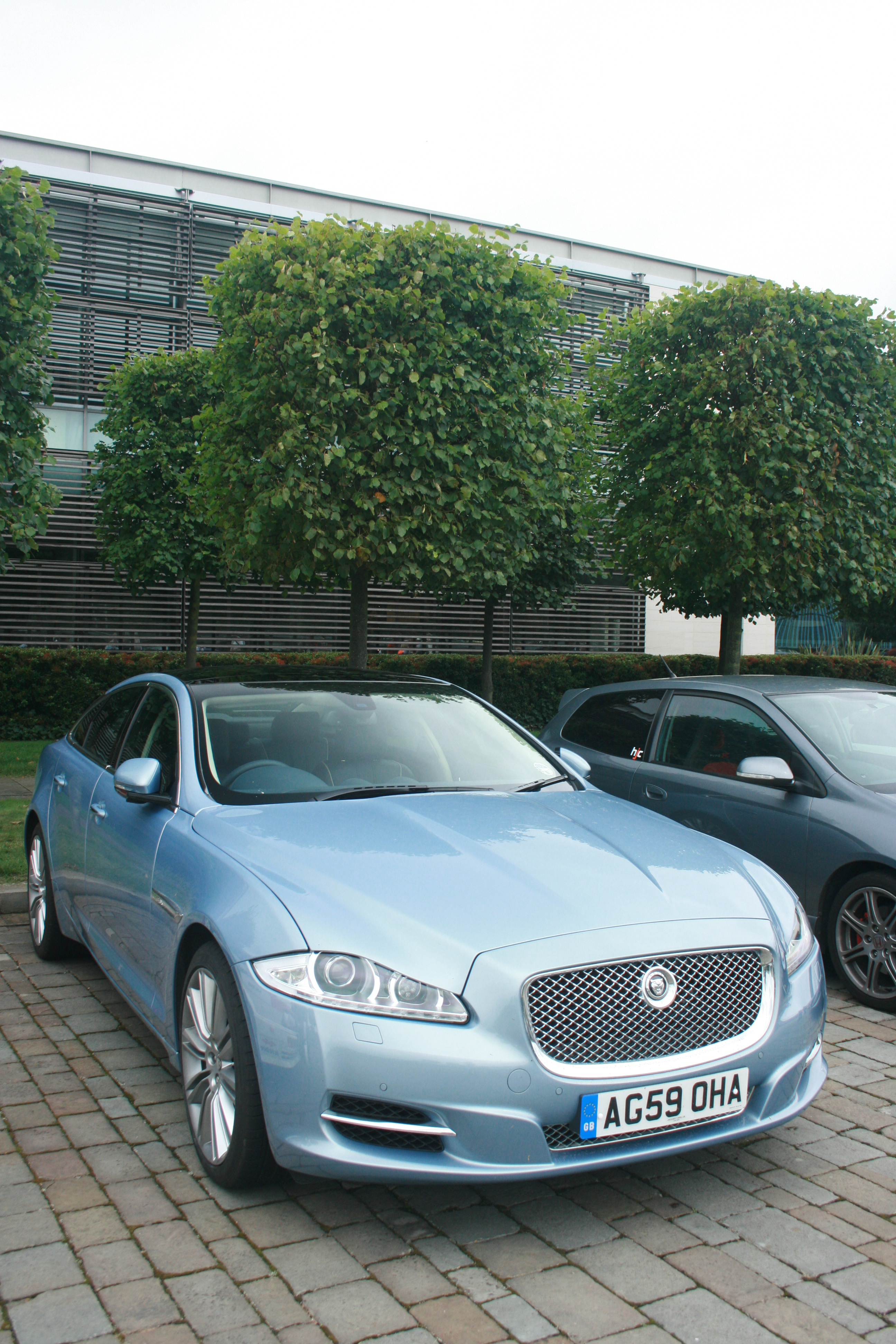
Jaguar XJ

В 2000—2004 годах автомобили марки Jaguar снова выставляли в гонках Формула-1 в качестве команды «Ягуар» с использованием двигателей Cosworth. Специально для этого выпустили автомобили модели F-Type Concept и Silverstone.
В 2019 году электрокару Jaguar I-Pace присудили награду «Автомобиль 2018 года в Европе». Этот приз компании вручили впервые.
В 2019 году в компании анонсировали флагманский кроссовер J-Pace, основанный на новой полностью алюминиевой платформе MLA, которую также планировали использовать в новом поколении внедорожника Range Rover. Автомобиль лишают механического полного привода — в движение заднюю ось будет приводить электромотор, переднюю — традиционный двигатель внутреннего сгорания. Выход автомобиля запланировали на 2021 год.

## Собственники и руководство
Jaguar Cars полностью контролируют руководители структур индийской автомобилестроительной компании Tata Motors, входя в состав группы Jaguar Land Rover.

## Деятельность
Руководству группы Jaguar Land Rover принадлежат три завода в Британии и один в Индии. В ближайшем будущем готовят открытие новых производств в Китае и Саудовской Аравии.

### Продажа в России
Продажа новых автомобилей через сеть официальных дилерских центров в России:
| Год  | S-Type | XF   | XJ  | XK  | X-Type | Всего | Динамика |
| ---- | ------ | ---- | --- | --- | ------ | ----- | -------- |
| 2006 | 150    | —    | 105 | 54  | 584    | 893   | ▲ 71 %   |
| 2007 | 180    | —    | 120 | 112 | 723    | 1135  | ▲ 27 %   |
| 2008 | 32     | 826  | 124 | 123 | 584    | 1689  | ▲ 49 %   |
| 2009 | —      | 578  | 63  | 51  | 241    | 933   | ▼ 45 %   |
| 2010 | —      | 573  | 225 | 45  | 15     | 858   | ▼ 8 %    |
| 2011 | —      | 765  | 381 | 35  | 1      | 1182  | ▲ 38 %   |
| 2012 | —      | 1059 | 406 | 41  | —      | 1506  | ▲ 27 %   |

## Модельный ряд

### Представительские седаны
- Jaguar 2½ Litre saloon (1935—1948 гг.)
- Jaguar 3½ Litre saloon (1937—1948 гг.)
- Jaguar Mark V (1948—1951 гг.)
- Jaguar Mark VII (& VIIM) (1951—1957 гг.)
- Jaguar Mark VIII (1957—1958 гг.)
- Jaguar Mark IX (1959—1961 гг.)
- Jaguar Mark X (1961—1966 гг.)
- Jaguar 420G (1966—1970 гг.)
- Jaguar XJ6 Series 1, 2 & 3 (1968—1987 гг.)
- Jaguar XJ12 (1972—1992 гг.)
- Jaguar XJ6 (XJ40) (1986—1994 гг.)
- Jaguar XJ12 (XJ81) (1993—1994 гг.)
- Jaguar XJ6 & XJ12 (X300 & X301) (1995—1997 гг.)
- Jaguar XJ8 (X308) (1998—2003 гг.)
- Jaguar XJ (X350) (2004—2009 гг.)
- Jaguar XJ (X351) (c 2009—2019 гг.)

### Компактные седаны
- Jaguar 1½ Litre saloon (1935—1949 гг.)
- Jaguar Mark 1 (1955—1959 гг.)
- Jaguar Mark 2 (1959—1967 гг.)
- Jaguar S-type (1963—1968 гг.)
- Jaguar 420 (1966—1968 гг.)
- Jaguar 240 & 340 (1966—1968 гг.)
- Jaguar S-Type (1999—2008 гг.)
- Jaguar X-Type (2001—2009 гг.)
- Jaguar XF (с 2008 года)
- Jaguar XE (с 2015 года)

### Спортивные
- Jaguar XK120 (1948—1954 гг.)[30]
- Jaguar XK140 (1954—1957 гг.)
- Jaguar XK150 (1957—1961 гг.)
- Jaguar E-Type (1961—1974 гг.)
- Jaguar XJ-S (1975—1996 гг.)
- Jaguar XJ220 (1992—1994 гг.)
- Jaguar XK8, Jaguar XKR (X100) (1996—2006 гг.)
- Jaguar XK, Jaguar XKR (X150) (2006—2014 гг.)
- Jaguar F-Type (с 2013 года)

### Гоночные
- Jaguar XK-120C (1951—1952 гг.), победитель 24-часовой гонки Ле-Мана[31]
- Jaguar C-Type (1951—1953 гг.), победитель 24-часовой гонки Ле-Мана[32]
- Jaguar D-Type (1954—1957 гг.), трёхкратный победитель 24-часовой гонки Ле-Мана[33][34][35]
- Jaguar E-Type Lightweight (1963—1964 гг.)[30]
- Jaguar XJR-5 до XJR-17 (1985—1992 гг.), двукратный победитель 24-часовой гонки Ле-Мана[36][37], трёхкратный победитель World Sportscar Championship
- Jaguar XFR (2009)
- Jaguar XKR GT2 RSR (2010 г.)
- Jaguar R1 (2000 г.), гоночный автомобиль Формулы-1
- Jaguar R2 (2001 г.), гоночный автомобиль Формулы-1
- Jaguar R3 (2001 г.), гоночный автомобиль Формулы-1
- Jaguar R4 (2003 г.), гоночный автомобиль Формулы-1
- Jaguar R5 (2004 г.), гоночный автомобиль Формулы-1

### Кроссоверы
- Jaguar F-Pace (с 2016 года)
- Jaguar E-Pace (с 2018 года)
- Jaguar i-Pace (с 2018 года) Обладатель титула «Автомобиль года 2019» (COTY-2019)

### Концепт-кары
- E1A — первый прототип E-Type
- E2A — второй прототип E-Type
- XJ13 (1966 г.)
- Pirana (1967 г.)
- XK180 (1998 г.)
- F-Type (2000 г.) — родстер
- R-Coupé (2002 г.) — 4-местное купе класса «люкс», конкурент Bentley Continental GT
- Fuore XF 10 (2003 г.)
- R-D6 (2003) — компактное 4-местное купе
- XK-RR — высокомощная версия последнего поколения купе Jaguar XK
- XK-RS — высокомощная версия последнего поколения кабриолета Jaguar XK
- Concept Eight (2004 г.) — суперлюкс-версия длиннобазного Jaguar XJ
- C-X17 (2013 г.) — кроссовер
- C-XF (2007 г.)
- C-X75 Concept (2010 г.) — суперкар
- XKR 75 (2010 г.) — суперкар
- B99 (Bertone 99) (2011 г.)

## Галерея

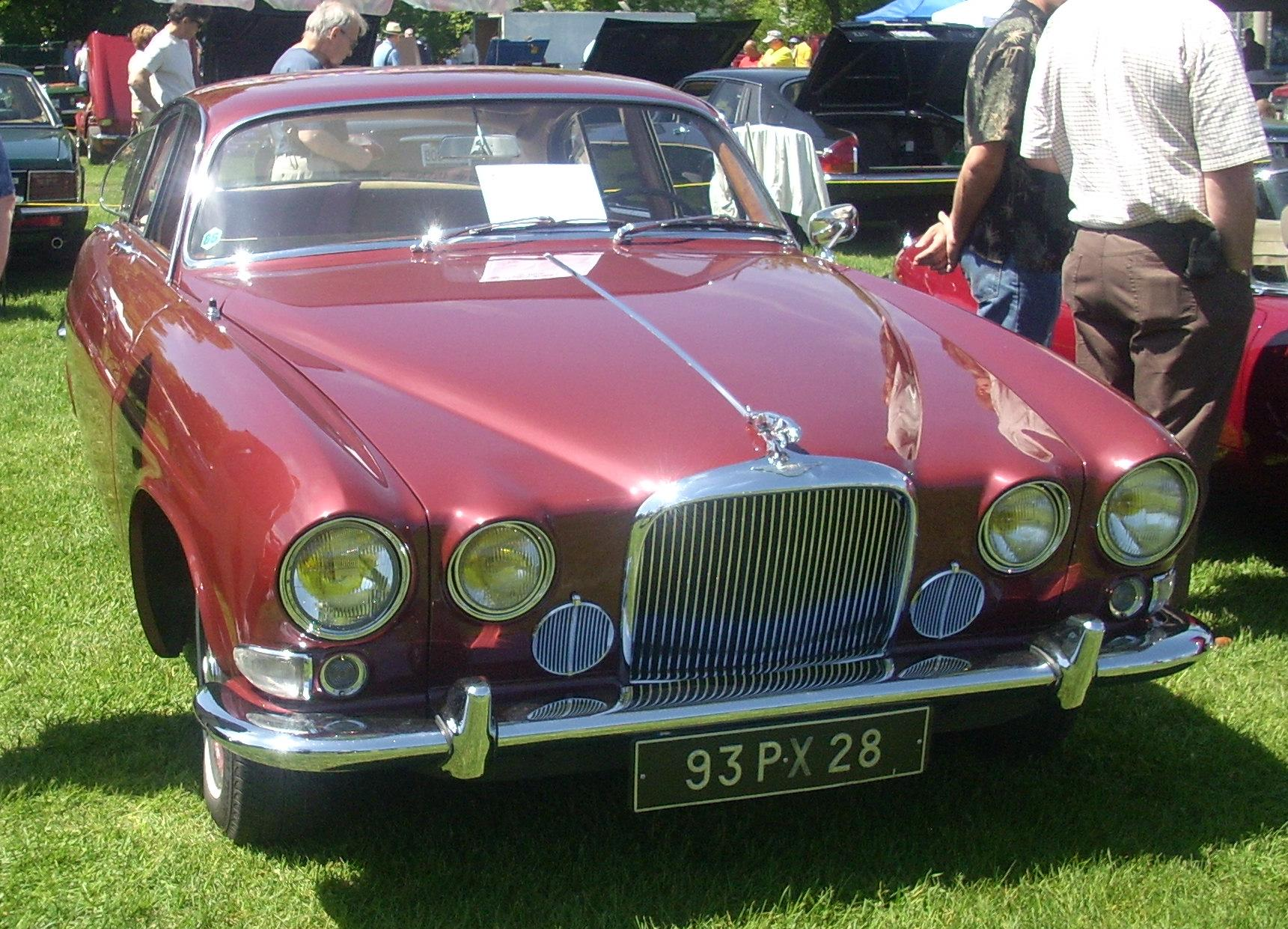
Jaguar Mark X (1963 г.)
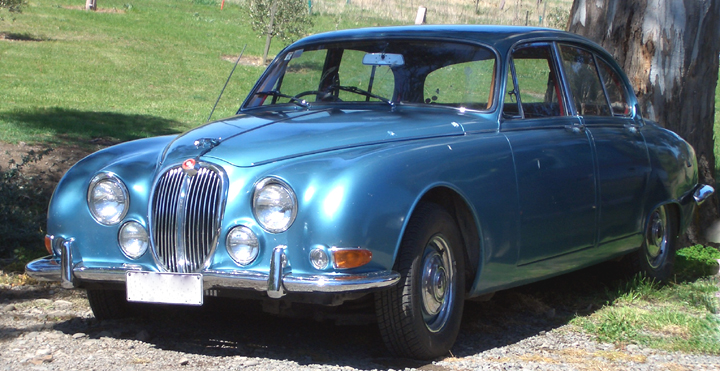
Jaguar S-Type
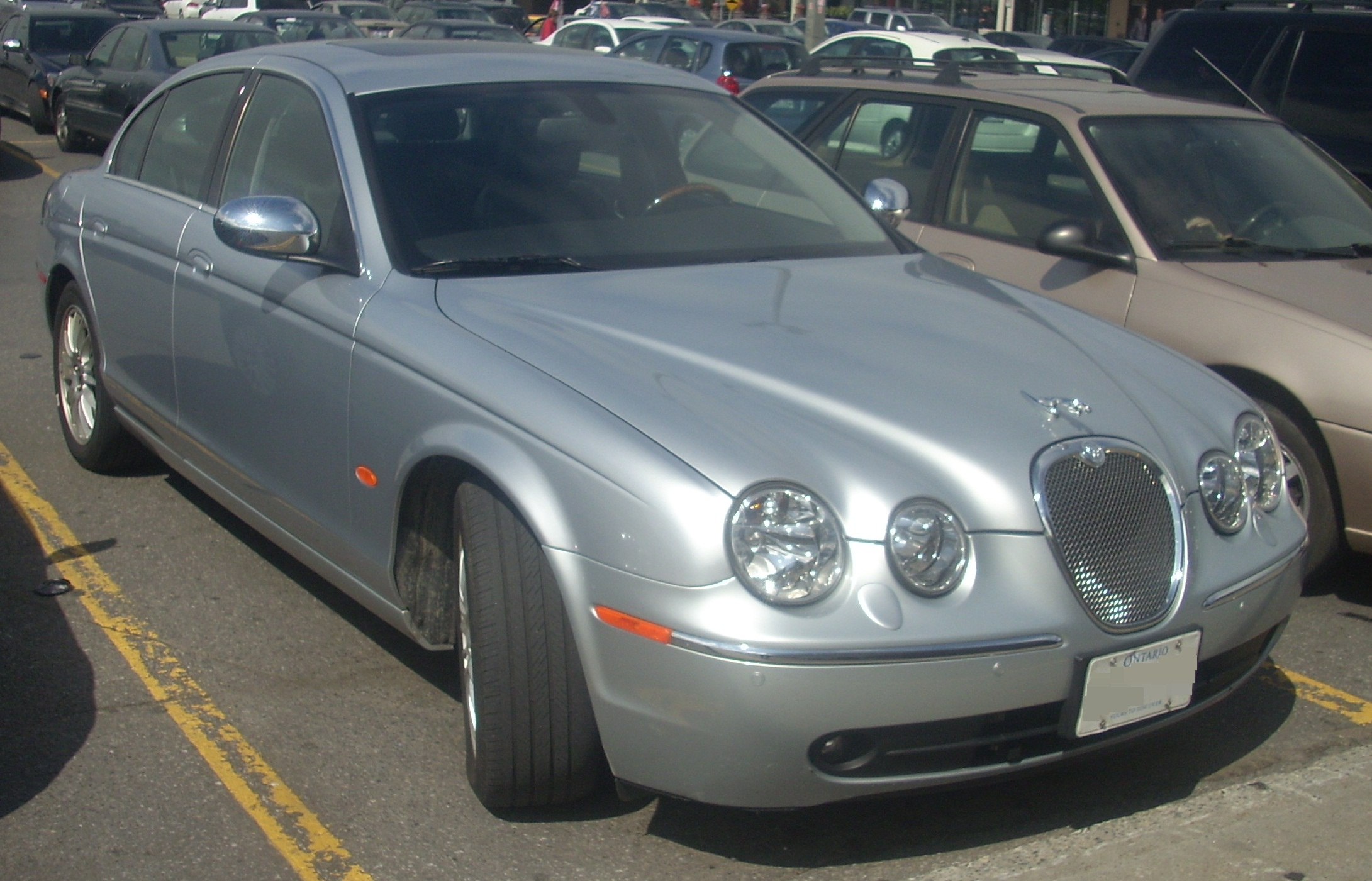
Jaguar S-Type (Северная Америка) (2006-2008 гг.)
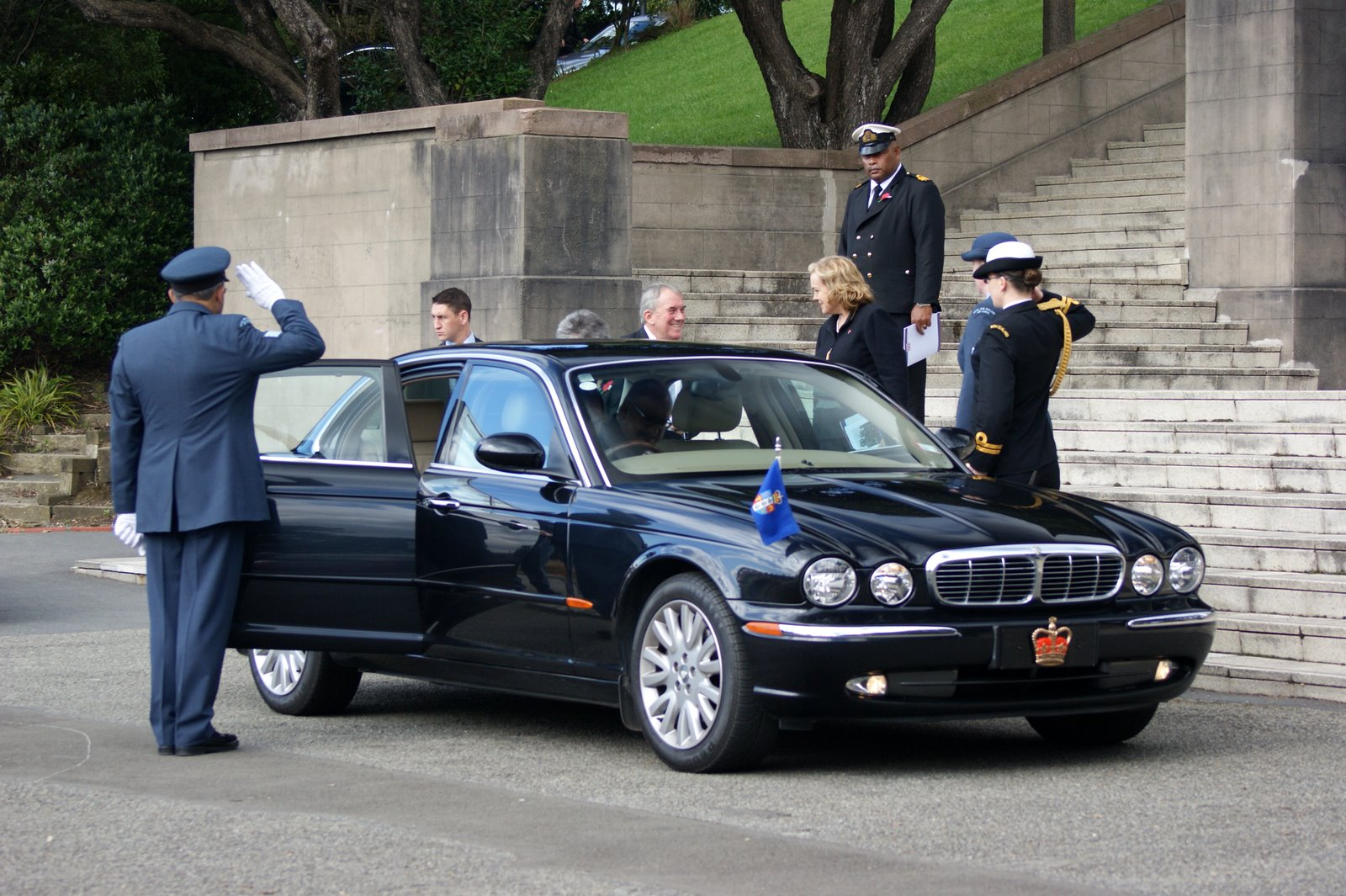
Jaguar XJ8
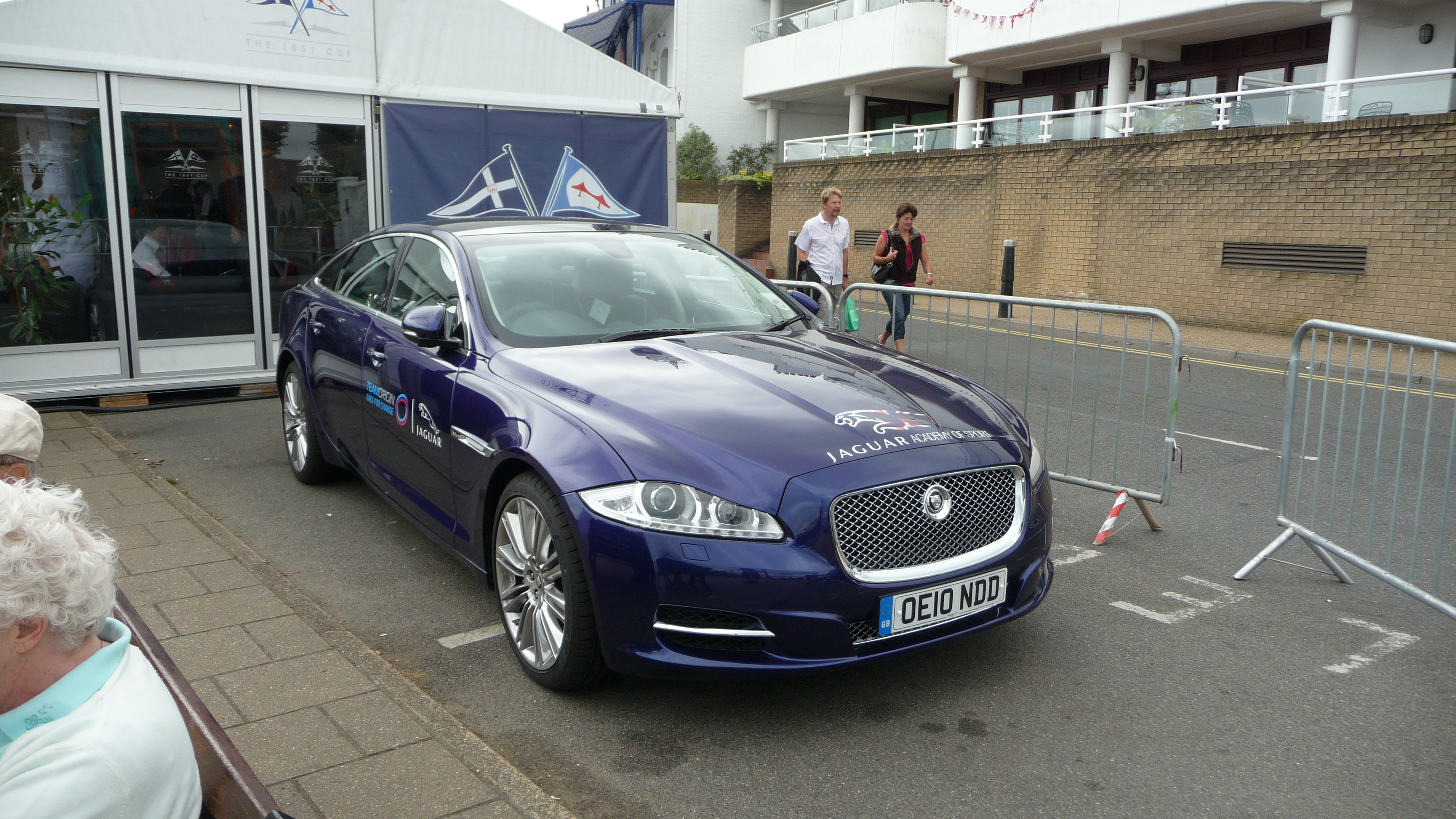
Jaguar XJ
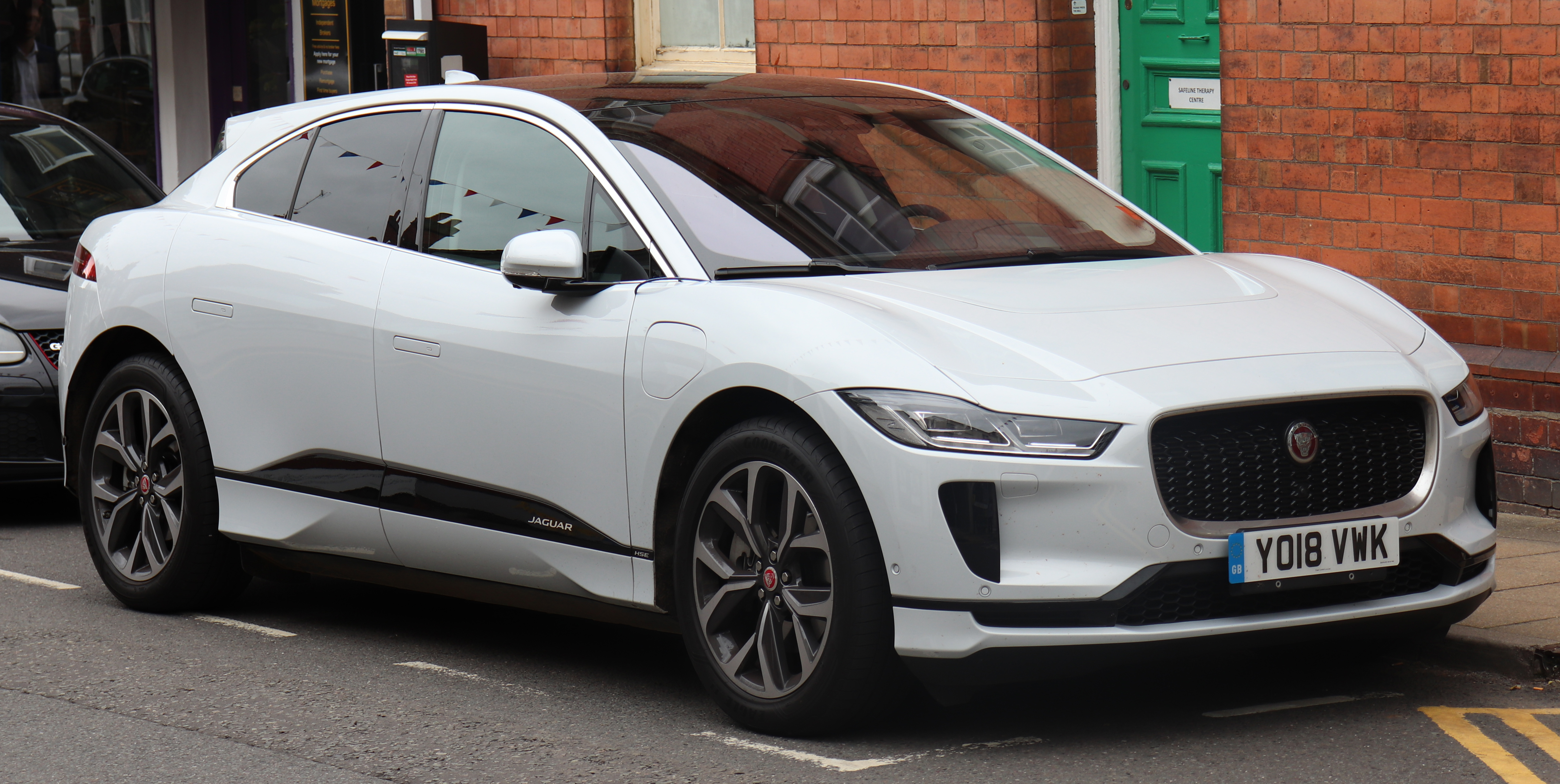
Jaguar I-Pace